# 絶叫 (小説)
『絶叫』（ぜっきょう）は、作家・葉真中顕による日本の小説。2014年10月15日に単行本、2017年3月9日に文庫本 が光文社から刊行された。マンションで猫に食べられて原型を留めない姿の遺体で発見された女性が辿った壮絶な人生模様を女性刑事の目を通して描く。
後に制作されたテレビドラマ版は2019年3月24日から4月14日までWOWOWプライムで全4回にわたって放送された。

## あらすじ
単身者向けマンションで、孤独死したとみられる女性の遺体が発見される。女性が飼っていたと思われる何匹もの猫の死骸も女性の周りに散乱しており、遺体には猫に食べられた形跡があった。
身元確認の結果、女性の身元は鈴木陽子という独身女性であると確認された。当初は単なる独身女性の孤独死かと思われたが、女性警察官・奥貫綾乃による捜査の結果、女性の経歴に不審な点が浮かび上がり、更には前年に発生したNPO法人代表理事・神代武殺人事件との関係性が明らかになる。
綾乃による捜査のパートと、平凡な人生を送るはずであった陽子が転落していくさまを描いたパートを交互に挟み、無縁社会やブラック企業の病巣、「女の幸せという呪い」を描く。

## 登場人物
鈴木陽子
神代武
奥貫綾乃
鈴木妙子

## 刊行情報

### 単行本
- 2014年10月15日発売、光文社、ISBN 978-4-334-92973-2[2]

### 文庫本
- 2017年3月9日発売、光文社文庫、ISBN 978-4-334-77450-9[3]

## テレビドラマ
2019年3月24日から4月14日まで、WOWOWの「連続ドラマW」日曜 22時00分から23時00分に全4回に渡って放送された。主演は尾野真千子。

### キャスト
鈴木陽子
演 - 尾野真千子（幼少期: 八歳時:高松咲希、高校生:莉子）
壮絶な人生を生きてきた女。生きるために保険金殺人を企てる。
神代武
演 - 安田顕
NPO法人「カインドヘルプ」代表。実際はホームレスから生活保護費を奪うビジネスを行っている。
奥貫綾乃
演 - 小西真奈美
警視庁国分寺警察署所属の刑事。猫に食べられて原型を留めない姿で発見された鈴木陽子の壮絶な人生を追う。
八木徳夫
演 - 片桐仁
ホームレス。神代に利用される。
楠木一馬
演 - 前川泰之
警視庁国分寺警察署所属の刑事。
町田裕基
演 - 小柳友
警視庁国分寺警察署所属の刑事。
樹里
演 - 酒井若菜
風俗嬢。陽子の元同僚。
芳賀健一
演 - 要潤
生命保険会社「新和生命」府中支部長。陽子の元上司。
鈴木妙子
演 - 麻生祐未
陽子の母親。陽子を全く相手にせずに陽子の弟ばかりを可愛がる。

### 放送日程
| 話数   | 放送日         |
| ------ | -------------- |
| 第一話 | 2019年 3月24日 |
| 第二話 | 3月31日        |
| 第三話 | 4月07日        |
| 最終話 | 4月14日        |

| WOWOW 連続ドラマW 日曜オリジナルドラマ | WOWOW 連続ドラマW 日曜オリジナルドラマ | WOWOW 連続ドラマW 日曜オリジナルドラマ              |
| 前番組                                 | 番組名                                 | 次番組                                              |
| -------------------------------------- | -------------------------------------- | --------------------------------------------------- |
| 孤高のメス （2019年1月13日 - 3月3日）  | 絶叫 （2019年3月24日 - 4月14日）       | 悪党 〜加害者追跡調査〜 （2019年5月12日 - 6月16日） |

## 漫画
コミカライズ（第一部）が『ヤングキング』（少年画報社）にて、2021年12号より2023年11号まで連載。作画は轟ツキコが担当している。単行本は電子書籍で先行配信後、書籍で発売されている。

### 書誌情報
- 葉真中顕（原作）・轟ツキコ（作画）『絶叫』少年画報社〈ヤングキングコミックス〉、既刊2巻（2023年6月26日現在）
  1. 2022年1月24日発売[9]、ISBN 978-4-7859-7069-7
  2. 2023年6月26日発売[10]、ISBN 978-4-7859-7420-6

## 舞台
2022年1月21日から24日にかけて東京・テアトルBONBONを会場に“STRAYDOG”Produceの主催で上演された。当初の予定では同会場にて25日から30日にかけてと、大阪・HEP HALLを会場に2月5日から6日にかけても予定されていたが、出演者から体調不良者が出たため、新型コロナウイルス感染症の感染が急拡大している世情を鑑み、残りは全公演中止になった。その後、振替公演が2022年6月3日から5日にかけて東京・シアターグリーンBOX in BOX THEATERを会場に上演された。
“STRAYDOG”30th Anniversary Produceとして2023年6月1日から6日にかけてシアターグリーンBOX in BOX THEATERで、10月20日から22日にかけてシアターグリーンBASE THEATERにて再々演された。

### キャスト(舞台)
| | |
| - 円谷優希 - 富樫未来 - 成松慶彦 - 鹿野始士 - 布施紀行 - 中島舞香 - 森岡里世 - 山田奈保 - 辻野花 - 酒井健太郎 - 川本淳市 - 中村優希 | - 小森健人 - 松原ゆい（ロングアイランド） - 松尾侑治（ロングアイランド） - 風藤康二（風藤松原） - 北川都喜子 - 吉元祐典 - 井上頼弥 - 安部康裕 - 瓦谷龍之 - 長谷川幹 - 植村結子 |

| | |
| - 円谷優希 - 富樫未来 - 田島ケンタ - 鹿野始士 - 布施紀行 - 吉田知生 - 加藤央睦 - 中島舞香 - 森岡里世 - 山田奈保 - 北川都喜子 - 辻野花 | - 中村優希 - 小森健人 - 松原ゆい（ロングアイランド） - 松尾侑治（ロングアイランド） - 安部康裕 - 長谷川幹 - 酒井健太郎 - 植村結子 - 中原和宏 - 川本淳市 |

| | |
| - 森岡朋奈 - 藤井奈々 - 松田幸起 - 下塚恭平 - 蒼木龍 - 柳川るい - 周栄良美 - 平山大 - 姥山莉音 - 武末志朗 | - 中村斗哉 - 青山和也 - 牧野信吾 - 松本晃実 - 石上愛子 - 白浜京依 - 大田樹里 - 藤田美桜 - 中原和宏 |

| | |
| - 森岡朋奈 - 藤井奈々 - 松田幸起 - 下塚恭平 - 布施紀行 - 小森健人 - 周栄良美 - 平山大 - 姥山莉音 - 長谷川幹 | - 中村斗哉 - 村上たかし - 牧野信吾 - 松本晃実 - 石上愛子 - 白浜京依 - 大田樹里 - 藤田美桜 - 萩原涼 - 中原和宏 |

### スタッフ(舞台)
- 原作：葉真中顕『絶叫』（光文社文庫刊）
- 脚本・演出：森岡利行